# Jean Poncet
Pour les articles homonymes, voir Poncet.
Jean Poncet né en 1949 à Marseille est un poète et traducteur français.

## Biographie
Professeur d'anglais à l'université de Grenoble au début de sa carrière, il travaille ensuite essentiellement comme diplomate sur divers postes culturels en Europe, Asie et Océanie.
Collaborateur de la revue Sud à partir de 1988, il est membre de son conseil de rédaction de 1993 à 1997, année où la revue cesse de paraître. En 1998, en compagnie des poètes Yves Broussard, Jacques Lovichi, Jean-Max Tixier et André Ughetto, il fonde la revue Autre Sud ; il est membre de son conseil de rédaction jusqu'à la disparition de la revue en 2009. À celle-ci succède, en 2011, la revue Phoenix, dont il est le coordonnateur avant de la quitter, en compagnie de Jacques Lovichi et Frédéric Jacques Temple, après la troisième livraison.
Après avoir été, en 2013, l'un des poètes invités du Festival international de poésie de Sète Voix Vives de Méditerranée en Méditerranée, il en est l'un des poètes animateurs depuis 2016.
Poète et linguiste, il a publié plusieurs recueils de poésie – dont certains ont été traduits en anglais, arabe, chinois, croate, espagnol, roumain ou italien – et il a traduit nombre de poètes roumains et anglophones. Son anthologie consacrée à Lucian Blaga, la plus importante à ce jour en langue française, lui a valu plusieurs prix littéraires en Roumanie. En 1997, il a obtenu le Prix Lucian Blaga pour l’ensemble de son travail sur la poésie roumaine. En 2016, il a commencé la publication, en version bilingue, de l'oeuvre poétique complète de Lucian Blaga.
Ami de Daniel Leuwers, il a collaboré avec Marc Rambeau, Michèle Durand, Enan Burgos,  Daniel Mohen, Maria Desmée et Elena Golub pour produire plusieurs livres d'artistes, dont trois livres pauvres.
Il a soutenu le comédien et directeur de théâtre Richard Martin et poursuivi avec lui une grève de la faim lors son conflit avec le Ministère de la Culture en 2009.

## Poésie
- Katiouchka, Éditions du Marais, 1974
- Il faut lutter, Maison rhodanienne de poésie, 1991[4]
- Chemin de lune, Encres Vives, 1997[5]
- Poème / Poèmes, Cogito, 1997
- Lanuri de dragoste arse / Champs d'amour brûlés, Helicon, 1997
- Des lieux et des hommes, Éditions des Moires, 1998[4]
- Rythme shetlandais, Encres Vives, 2013
- Lumière du silence, Jacques André éditeur, 2013
- La Vie profonde, Jacques André éditeur, 2021

## Collaboration avec des artistes
- Chemin de lune, toiles de Michèle Durand, 2005
- Lumière du silence, livres-objets de Michèle Durand, 2009
- Saint-Symphorien en Luberon, livre pauvre coréalisé avec Marc Rambeau, 2012
- En ces lieux d'éternité, livre pauvre coréalisé avec Michèle Durand, 2012
- Poèmes gyrovagues, avec des peintures de Daniel Mohen, Éditions Tipaza, 2013
- Mer, livre pauvre coréalisé avec Enan Burgos, 2013
- sublimée la neige, avec des peintures de Marie Desmée, 2018

## Traduction
Du roumain :
- Lucian Blaga ou Le chant de la terre et des étoiles, Sud, 1996 (Grand prix du salon du livre d'Oradea 1996)
- Lucian Blaga : Poezii / Poésies, Libra, 1997 (Grand prix de la ville de Cluj 1997, Prix spécial de la traduction du Festival Lucian Blaga (ro) de Cluj 1998)
- Voix de Roumanie, SUD, 1997
- Ioan Țepelea (1949-2012), Encres Vives, 2012[5]
- Mihaela Albu et Dan Anghelescu, Les Revues littéraires de l'exil roumain — Luceafărul (Paris, 1948-1949), Institut Culturel Roumain, 2013
- Lucian Blaga : Poemele luminii / Les Poèmes de la lumière, Editura Școala Ardeleană / Jacques André éditeur, 2016 (Prix Convorbiri literare de la traduction 2017)
- Lucian Blaga : Pașii profetului / Les Pas du prophète, Editura Școala Ardeleană / Jacques André éditeur, 2017
- Lucian Blaga : În marea trecere / Dans le grand passage, Editura Școala Ardeleană / Jacques André éditeur, 2018 (Grand prix George Coșbuc 2018)
- Vasile George Dâncu : Universul Mama / Maman Univers, Jacques André éditeur, 2018
- George Vulturescu : Pietrele Nordului / Les Pierres du Nord, avec des encres de Pierre Guimet, Jacques André éditeur, 2018
- Cassian Maria Spiridon : Darul lacrimilor /  Le Don des larmes, avec des encres de Elena Golub, Jacques André éditeur, 2019
- Mihaela Albu : 10 Poeme / 10 Poèmes, Editura Aius, 2020
- Lucian Blaga : Lauda somnului / Eloge du sommeil, Editura Școala Ardeleană / Jacques André éditeur, 2020
- Vasile Dâncu : Cântecul satului / Le Chant du village, illustrations de Pierre Guimet, Jacques André éditeur, 2021
- Ana Blandiana : Variațiuni pe o temă dată / Variations sur un thème donné, Jacques André éditeur, 2022
- Ana Blandiana : Sept poèmes in Clair de mort, Éditions Unicité, 2022
- Daniel Corbu : Sfaturi de amăgit întunericul / Conseils pour tromper les ténèbres, Jacques André éditeur, 2023

De l'anglais ;
- Desmond Egan : Holocauste de l'automne, Alidades, 1998
- Anjum Hasan : Carnets de Bangalore, Encres Vives, 2012[5]
- Billy Childish : C'est ça qui me plaît et tant pis pour les emmerdeurs, Gros Textes, 2014

## Monographie
- Marc Rambeau : Chine, Tahiti, Australie, Nouvelle-Zélande, L'Après-Midi, 2008